# Wiedervernässung

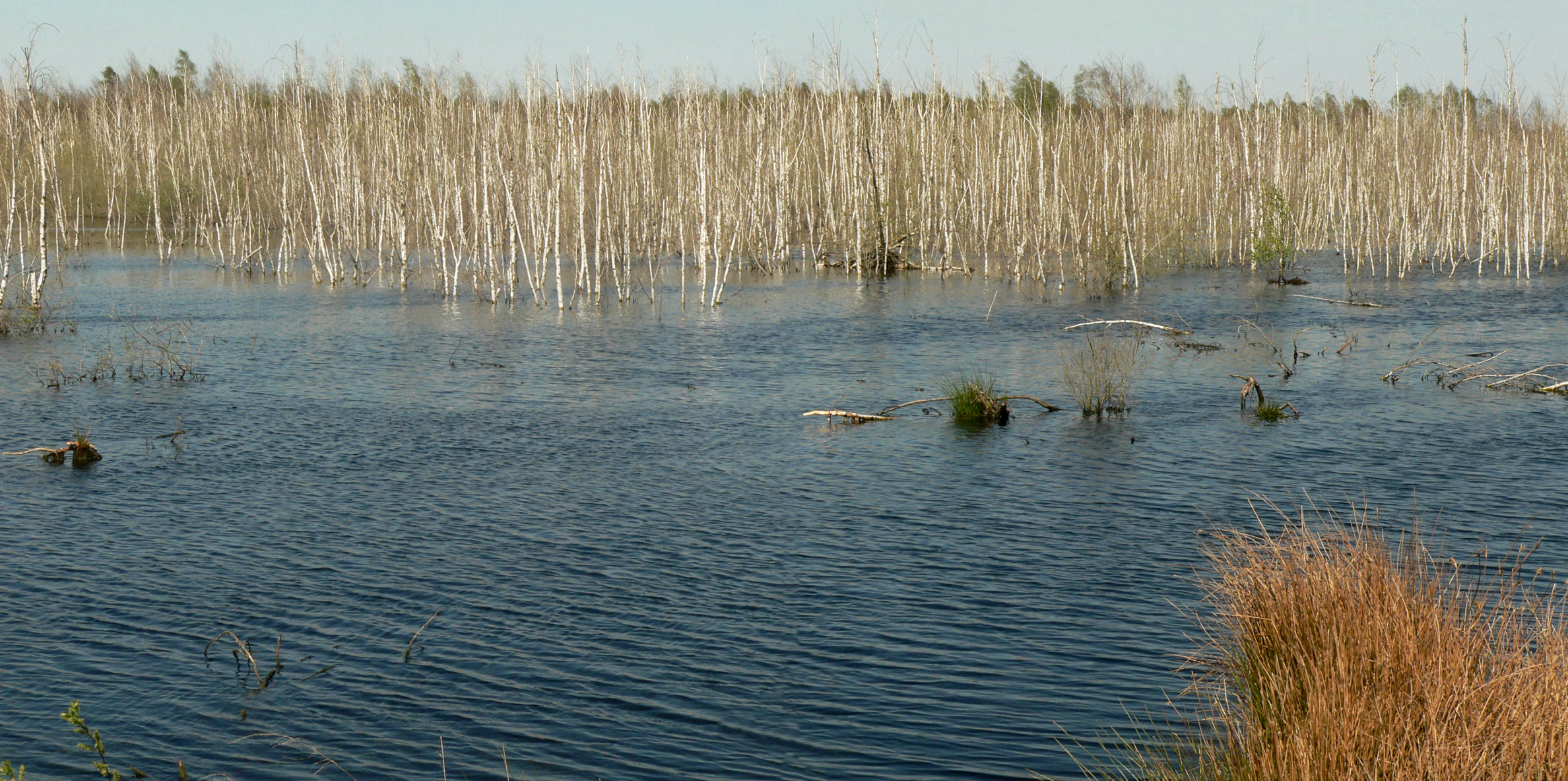
Wiedervernässte Fläche im Toten Moor mit abgestorbenen Birken

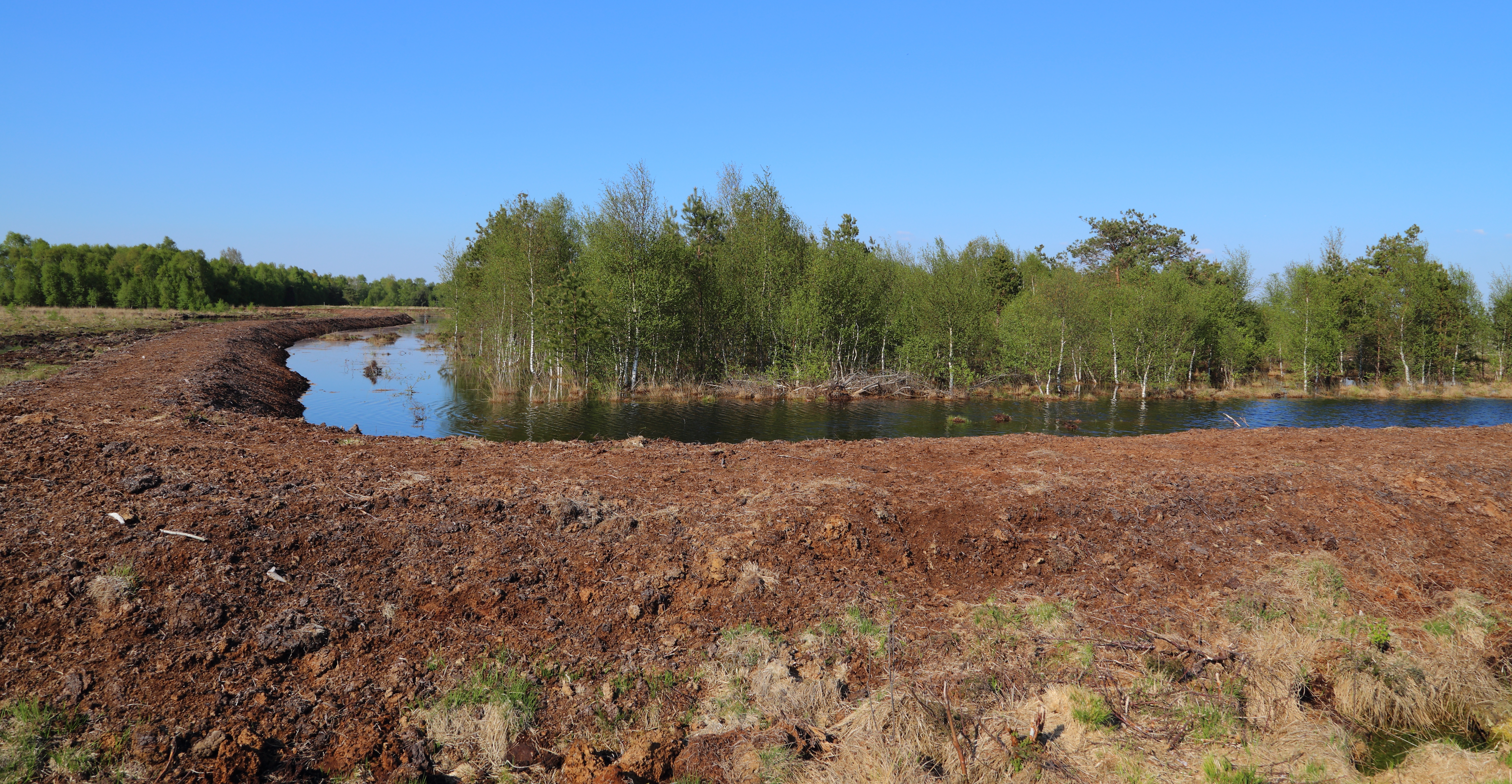
Wiedervernässung mittels breiter Torfdämme im Hahnenmoor

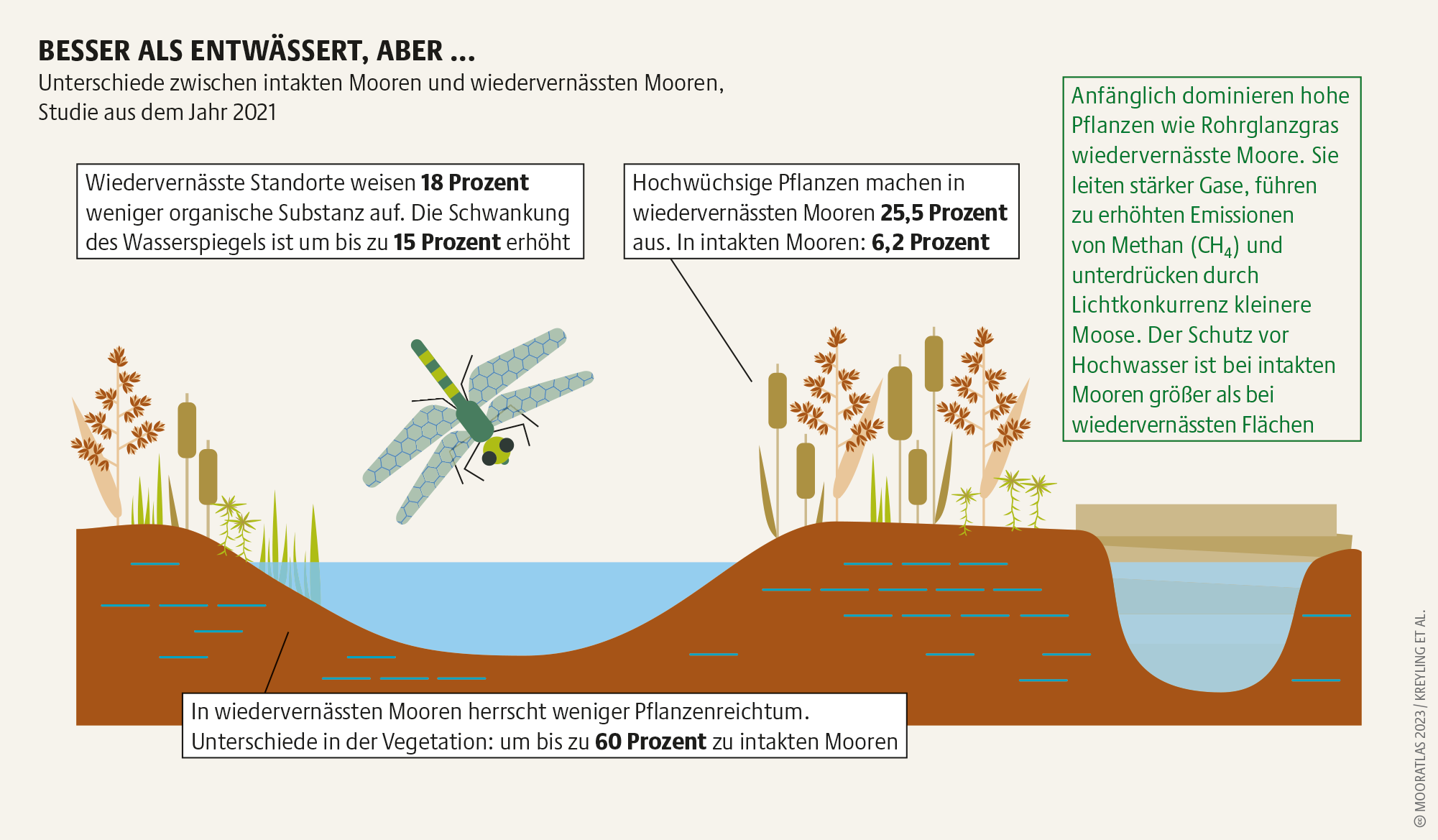
Unterschiede zwischen intakten und wieder vernässten Mooren

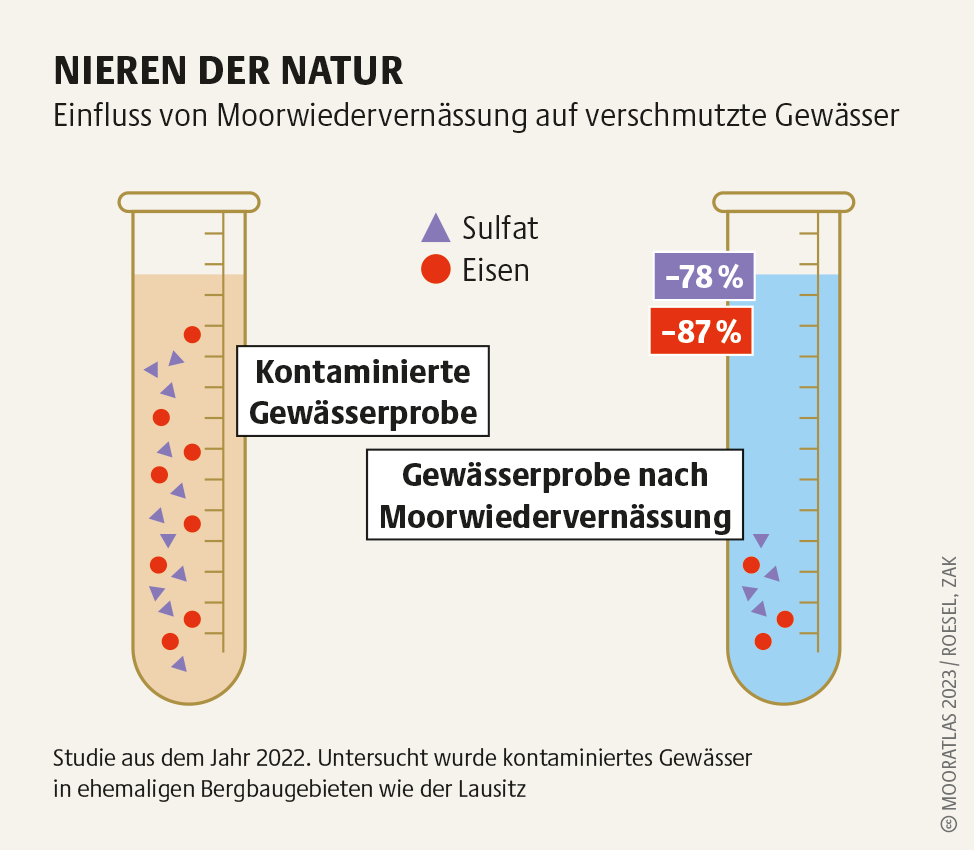
Einfluss der Moorwiedervernässung auf verschmutzte Gewässer

Unter Wiedervernässung werden im Naturschutz und in der Landschaftspflege Maßnahmen zur Anhebung des Wasserstandes in Feuchtgebieten wie Mooren, Feuchtwiesen oder Flussauen mit dem Ziel der Wiederherstellung oder Renaturierung dieser Ökosysteme verstanden. Die wichtigsten Maßnahmen bestehen in der Beseitigung von Drainageeinrichtungen, dem Aufstauen ableitender Gräben oder sonstiger künstlicher Wasserläufe oder dem Rückbau von Hochwasserschutzeinrichtungen (Schaffung von Retentionsflächen) und damit der Schaffung eines typischen Wasserhaushaltes.
Mittels Wiedervernässungen wird in Hochmoorresten oder in teilabgetorften Hochmooren versucht, einen moortypischen Wasserhaushalt einzustellen, der über eine Phase der Renaturierung das Moorgebiet in einen naturnahen Zustand versetzen soll. Im Idealfall kann eine Regeneration des Hochmoores erfolgen. Erste Wiedervernässungsmaßnahmen von Mooren wurden in Deutschland in den 1970er Jahren begonnen. Größere Renaturierungsprojekte wurden erstmals in den 1980er und 1990er Jahren durchgeführt, etwa am Federsee und im Schwenninger Moos. In einer Zwischenbilanz zu den wissenschaftlich begleiteten Wiedervernässungsmaßnahmen im Hinterzartener Eschengrundmoos konnte eine insgesamt positive Wirkung solcher Maßnahmen auf Flora und Vegetation des Moores nachgewiesen werden.
Wiedervernässungsmaßnahmen werden auch an Flüssen und Bächen vorgenommen, die besonders durch Hochwasserschutzbauten und Begradigung der Wasserläufe an einer Überschwemmung der angrenzenden Flächen gehindert werden. Dadurch sind in der Vergangenheit Auengebiete, Feucht- und Nasswiesen verloren gegangen.

## Bedeutung für den Klimaschutz
Nasse Moore gehören (noch vor Wäldern) zu den wichtigsten Kohlenstoff-Speichern der Erde: Moore machen weltweit etwa drei Prozent der Landfläche aus, speichern aber 30 Prozent des erdgebundenen Kohlenstoffs, und damit doppelt so viel wie alle Wälder zusammen. Ein einziger Hektar Moor speichert durchschnittlich so viel Kohlenstoff, wie jährlich von rund 1400 Autos ausgestoßen wird.
Im trockengelegten Zustand hingegen stoßen Moore enorm viele Treibhausgase aus, vor allem Kohlenstoffdioxid, aber auch Methan: 1632 Millionen Tonnen CO₂ werden jährlich durch von Menschen entwässerte Moore emittiert (Stand 2015, Daten des Greifswald Moor Centrums), mehr als doppelt so viel, wie durch den weltweiten Flugverkehr pro Jahr verursacht wird (859 Millionen Tonnen). Trockengelegte Moore sind für fünf Prozent der durch den Menschen verursachten CO₂-Emissionen in Deutschland verantwortlich. Durch Torfbrände wird wiederum enorm viel Kohlenstoffdioxid freigesetzt.
Moore machten einst 4,2 Prozent der Fläche Deutschlands aus, rund 1,5 Millionen Hektar – nur noch fünf Prozent davon sind gegenwärtig naturnahe, also nasse Moore, der Rest wurde trockengelegt. Die Wiedervernässung von Mooren stellt damit eine wichtige Möglichkeit zum Klimaschutz dar, da durch die Wassersättigung die Zersetzungsprozesse der Pflanzenteile im Torf gestoppt werden, die für die Entstehung des Kohlenstoffdioxids verantwortlich sind. Gleichzeitig sind die Kosten für die Wiedervernässung vergleichsweise gering: Mithilfe einfacher Holzdämme kann der Wasserhaushalt von Mooren wiederhergestellt werden. Die Kosten für die Wiedervernässung von Mooren liegen zwischen 40 und 110 Euro pro Tonne CO₂. Unter dem Stichwort Paludikultur können wiedervernässte Moore auch wirtschaftlich genutzt werden.
2016 gründete sich die Global Peatlands Initiative als Teil des Umweltprogramms der Vereinten Nationen.